# Леонид Николаев
 Тази статия е за руския музикант.  За убиеца вижте Леонид Николаев (убиец).  
Леонѝд Владѝмирович Никола̀ев (на руски: Леонид Владимирович Николаев) е руски пианист и композитор.

## Биография
Роден е на 13 август (1 август стар стил) 1878 година в Киев в семейството на архитект с благороднически произход и силен интерес към музиката. През 1902 година завършва пиано и композиция в Московската консерватория, след което е концертиращ пианист и репетитор в „Болшой театър“, започва да преподава и композира. От 1909 година е преподавател в Санктпетербургската консерватория, като през 30-те години за известно време е неин директор.
По време на Ленинградската блокада е евакуиран в Ташкент, където умира от тифоидна треска на 11 октомври 1942 година.